# Dewiza

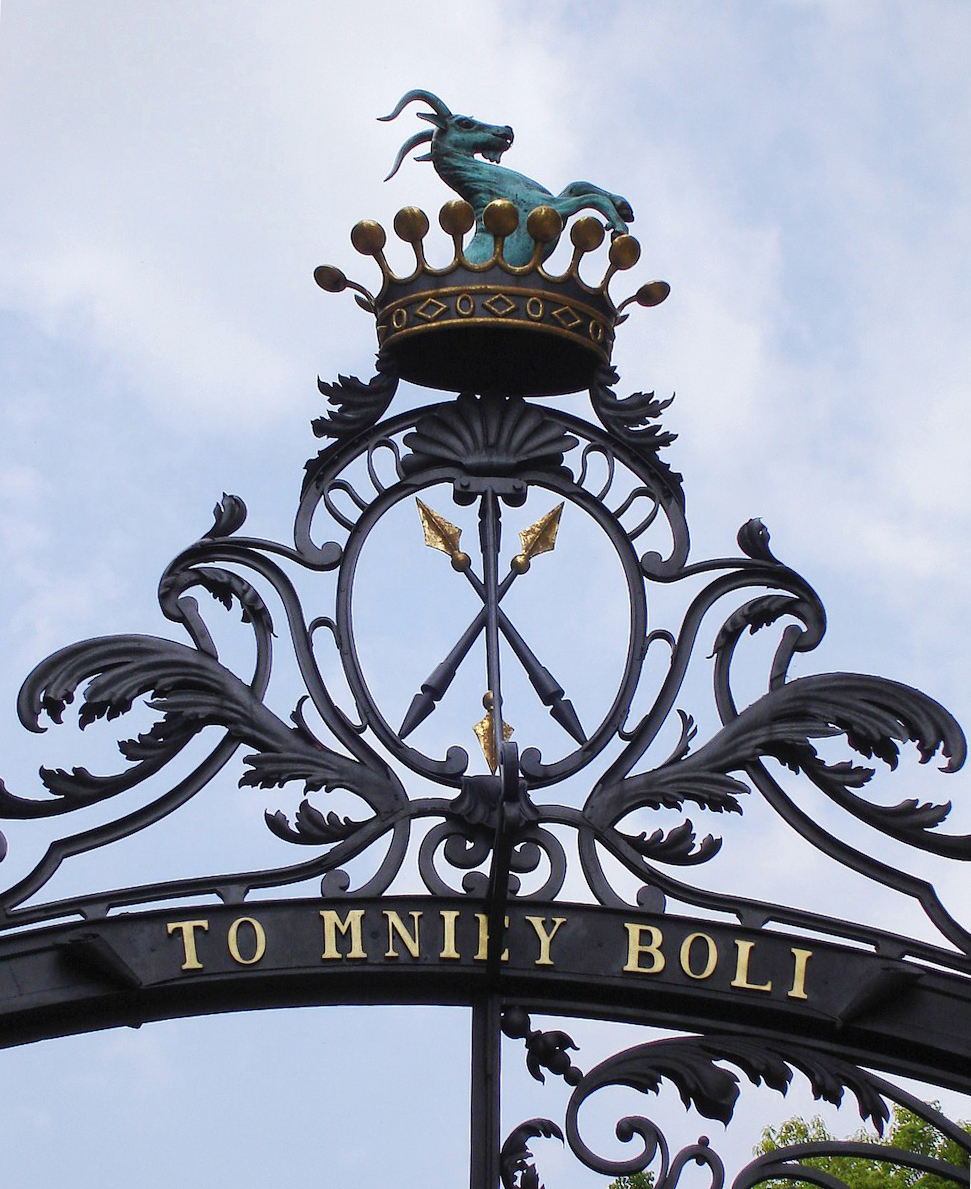
Pałac w Kozłówce, dewiza Zamoyskich To mniey boli

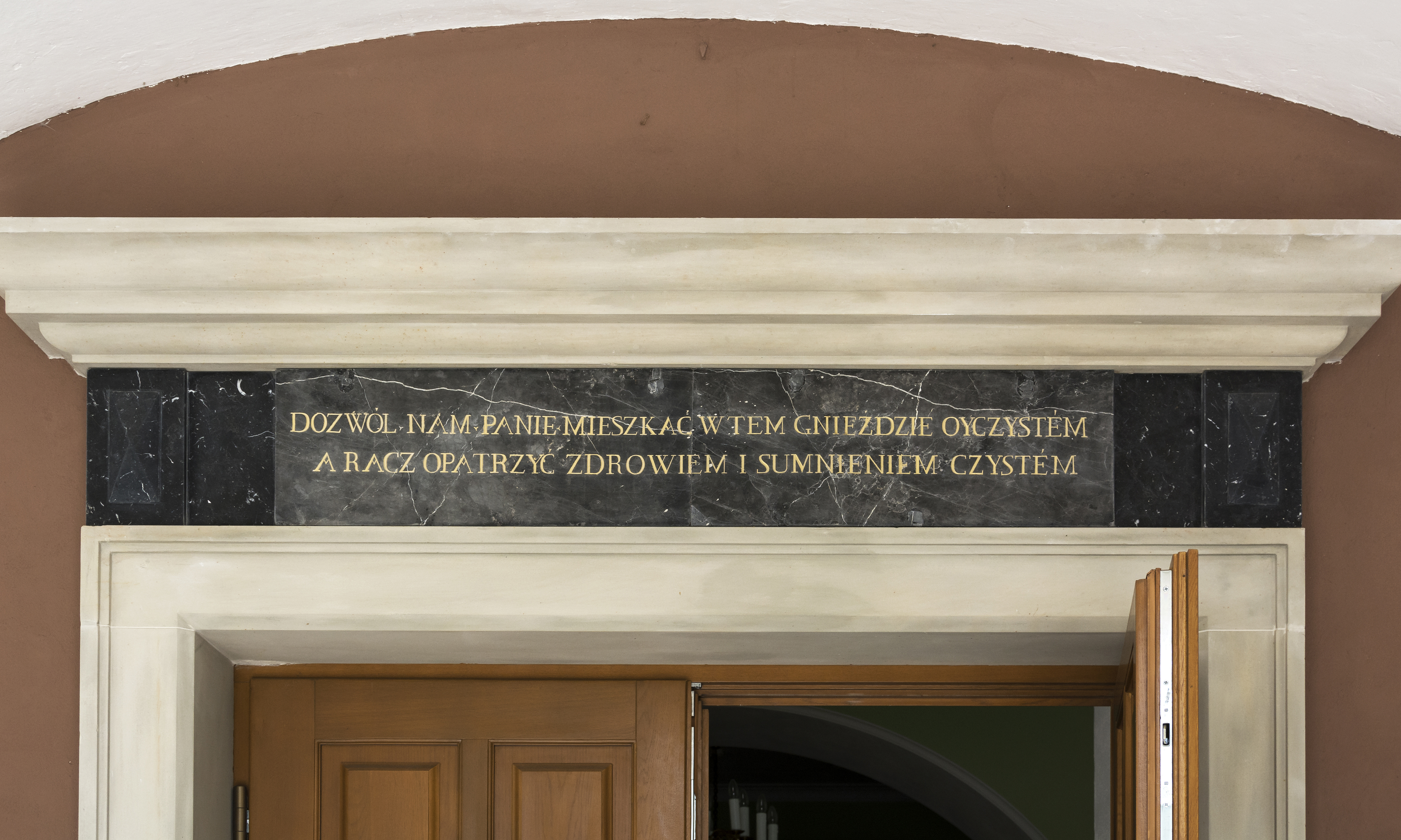
Dewiza na Pałacu Tarnowskich w Tarnobrzegu

Dewiza (z fr. devise „godło, zawołanie”, łac. sententia divisa „myśl wydzielona”) – krótkie zdanie definiujące ogólną zasadę postępowania osoby lub rodu osób, organizacji lub instytucji, wyrażone najczęściej w języku narodowym lub po łacinie, rzadziej w innych językach; także rodzaj epigrafu.
Oprócz rodów, w których dewiza rodowa obejmowała członków rodu, dewizy najczęściej mają organizacje, jak państwa, miasta, uczelnie, siły zbrojne i ich części, instytucje państwowe, ordery, stowarzyszenia i inne. Rzadziej dewizy osobiste mają pojedyncze osoby – zwykle związane jest to wówczas z pełnionym urzędem, np. kardynał. Pojęcie dewizy używane jest także w znaczeniu potocznym lub żartobliwym, jako czyjejś cechy lub używanego powiedzenia.

## Dewiza heraldyczna (herbowa)
Dewiza heraldyczna umieszczona jest zwykle na wstędze pod tarczą herbową.
Dewizy heraldyczne w herbach szlacheckich zaczęły pojawiać się w XV w. i pochodziły najczęściej od rycerskiego okrzyku bojowego, jak na przykład dewiza Ryszarda Lwie Serce „Dieu et mon droit” („Bóg i moje prawo”), która później stała się elementem herbu Wielkiej Brytanii. W Polsce, początkowo nieznane, dewizy heraldyczne zaczęły pojawiać się w XVIII w. i nawiązywały do tradycji rodzinnych, jak na przykład dewiza Radziwiłłów Bóg nam radzi czy dewiza Zamoyskich To mniej boli.
Dewizy heraldyczne w herbach miejskich również umieszczone są na wstędze, na przykład:
- Nec temere, nec timide („Ani zuchwale, ani bojaźliwie”) w herbie wielkim Gdańska;
- Semper invicta („Zawsze niezwyciężona”) w herbie wielkim Warszawy;
- Semper fidelis („Zawsze wierny”) w polskim herbie Lwowa.

## Dewiza orderowa
Dewizą orderu jest zazwyczaj myśl przewodnia towarzysząca danemu orderowi, może określać zasługi lub czyny za jakie jest lub był on przyznawany. Często znajduje się na odznakach lub gwiazdach orderowych.

## Przykłady dewiz

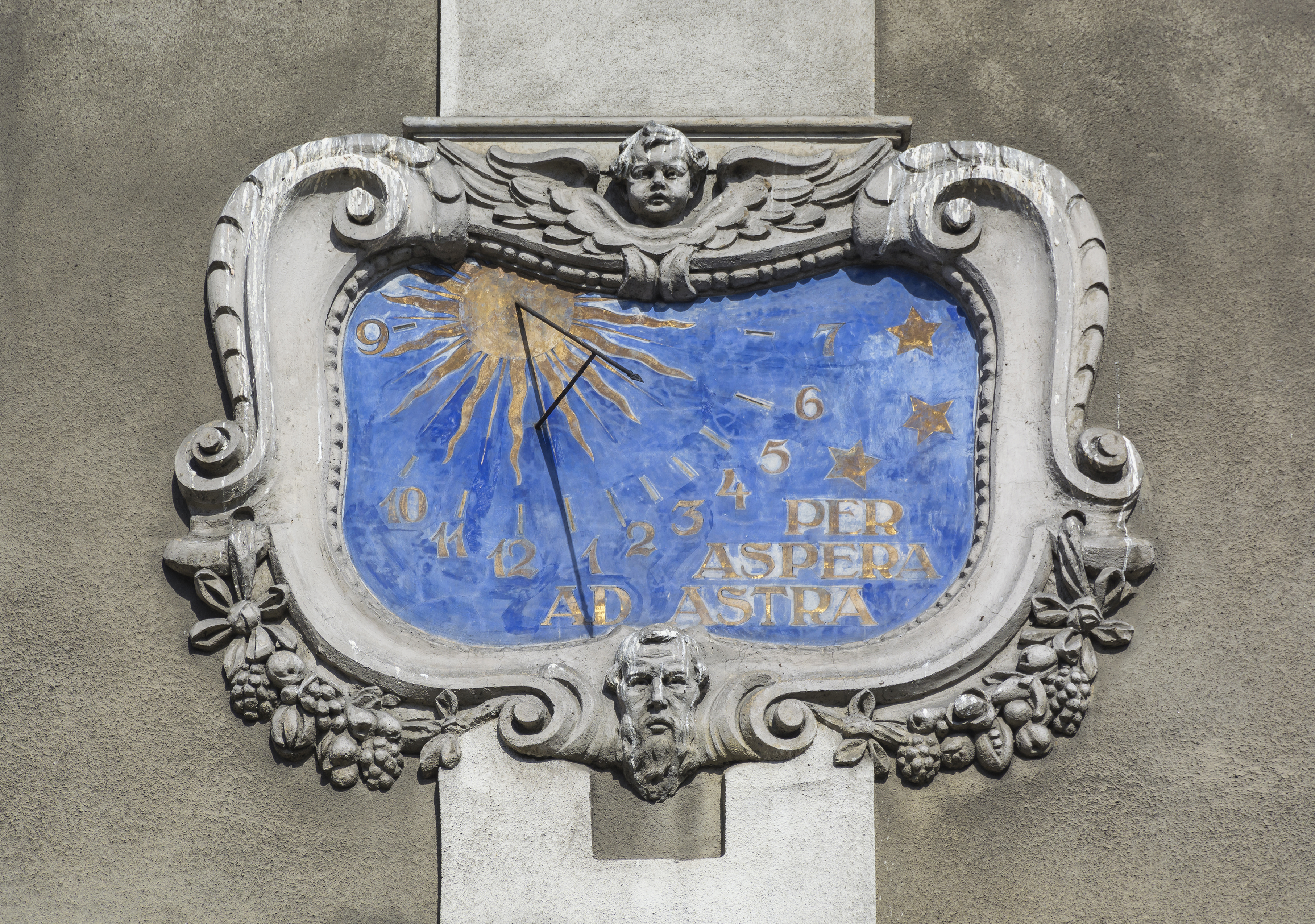
Dewiza „per aspera ad astra” w Kłodzku

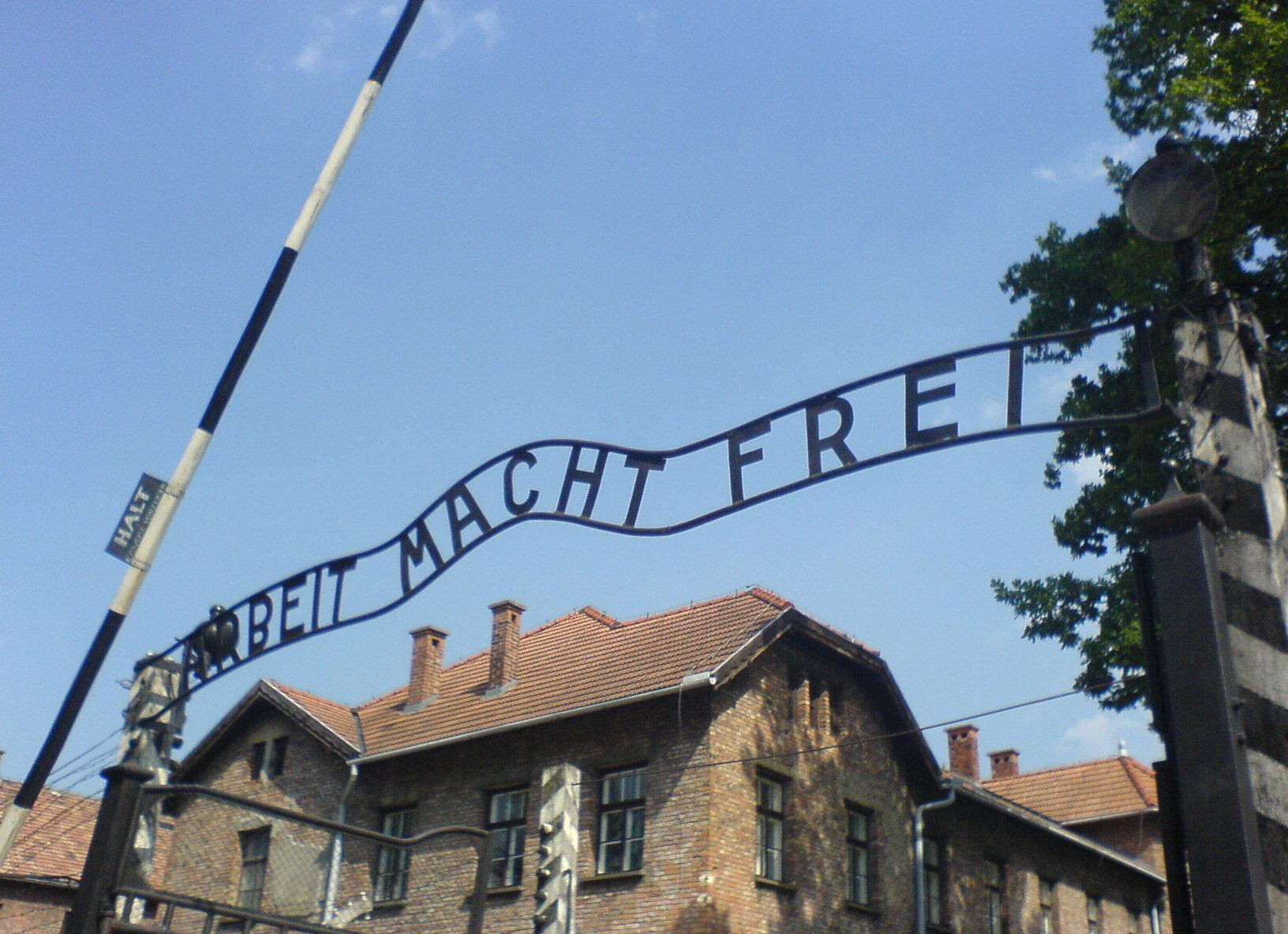
Dewiza „Arbeit macht frei” w Auschwitz

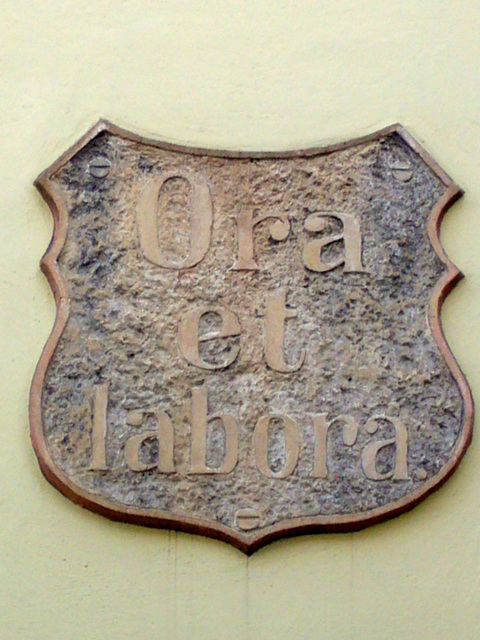
Dewiza „Ora et labora” w Kamiennej Górze

### Dewizy państw i terytoriów
- Dieu et mon droit (fr. Bóg i moje prawo) – dewiza Anglii
- Съединението прави силата (bułg. Jedność jest siłą) – dewiza Bułgarii
- Nemo me impune lacessit(inne języki) (łac. Nikt nie zadziera ze mną bezkarnie) – dewiza Szkocji
- Por la razón o la fuerza (hiszp. Rozumem lub siłą) – dewiza Chile
- A mari usque ad mare (łac. Od morza do morza) – dewiza Kanady
- In God we trust (ang. Ufamy Bogu) – dewiza Stanów Zjednoczonych
- E pluribus unum (łac. Jedno uczynione z wielu) – dewiza Stanów Zjednoczonych w latach 1776–1956
- Samo sloga Srbina spasava (serb. Tylko jedność ocali Serbów) – dewiza Serbów
- Liberté, Egalité, Fraternité (fr. Wolność, Równość, Braterstwo) – dewiza rewolucji francuskiej i Republiki Francuskiej
- Einigkeit und Recht und Freiheit (niem. Jedność i prawo i wolność) – dewiza Niemiec, zarazem pierwsze słowa hymnu Niemiec
- In varietate concordia (łac. Jedność w różnorodności) – dewiza Unii Europejskiej
- Пролетарии всех стран, соединяйтесь! (ros. Proletariusze wszystkich krajów, łączcie się!) – dewiza ZSRR i republik radzieckich
- Pravda vítězí (cz. Prawda zwycięża) – dewiza Czech
- Pro Fide, Lege et Rege (łac. Za Wiarę, Prawo i Króla) – dewiza I Rzeczypospolitej

#### Na polskichsztandarach
- Bóg, Honor, Ojczyzna – np. na ostatnio wręczanych (niekiedy uznawana za nieoficjalną dewizę Polski)
- Honor i Ojczyzna – np. na sztandarach pułkowych września 1939
- Wolność, Całość, Niepodległość – np. na sztandarach insurekcji kościuszkowskiej
- Za wolność naszą i waszą – np. na sztandarach powstania listopadowego
- Z Bogiem za Ojczyznę – np. na sztandarach Wojsk Wielkopolskich
- Żywią i bronią – np. na sztandarach insurekcji kościuszkowskiej

### Dewizy miast
- Semper invicta (łac. Zawsze niezwyciężona) – dewiza Warszawy
- Cracovia urbs celeberrima (łac. Kraków miasto najwspanialsze) – dewiza Krakowa
- Libera Regia Civitas[5] (łac. Wolne Królewskie Miasto) – dewiza Przemyśla
- Nec temere, nec timide(inne języki) (łac. Ani zuchwale, ani bojaźliwie) – dewiza Gdańska
- Durabo (łac. Przetrwam) – dewiza Torunia
- Ex navicula navis (łac. Z łódeczki łódź) – dewiza Łodzi
- Fidelitatem et Constantiam (łac. Wierność i Stałość) – dewiza Lublina
- Virtute et labore angere (łac. Wzbogacać męstwem i pracą) – dewiza Płocka
- Semper fidelis (łac. Zawsze wierny) – dewiza polskiego Lwowa, rozciągana na całe Kresy oraz Exeteru, White Plains, Saint-Malo, a także Amerykańskiej Piechoty Morskiej
- Sub hoc sidere truncata viresco (łac. Pod tym znakiem, nawet ścięte się zielenią) – dewiza Braniewa
- Domine Dirige Nos (łac. Panie, prowadź nas) – dewiza Londynu
- Nisi Dominus Frustra (łac. Jeźni Pan domu nie zbuduje) – dewiza Edynburga
- Praga Caput Rei Publicae (łac. Praga głową republiki) – dewiza Pragi
- Stark im Recht(inne języki) (niem. Silni w prawie) – dewiza Frankfurtu nad Menem
- Sit Intra te Concordia et Publica Felicitas (łac. W twych murach panuje zgoda i szczęście powszechne) – dewiza Roztoku
- Fluctuat nec mergitur(inne języki) (łac. Kołysze się, lecz nie tonie) – dewiza Paryża
- Haec avis protege (łac. Ochraniaj to ptaku) – dewiza Ostrołęki
- Senatus Populusque Romanus (SPQR) (łac. Senat i lud rzymski) – dewiza Rzymu
- Më trzimómë z Bògã (kaszub. My wierzymy w Boga) – dewiza Władysławowa
- Расте, но не старее (bułg. Rośnie, ale się nie starzeje) – dewiza Sofii

### Dewizy papieskie
- Obiedientia et pax (łac. Posłuszeństwo i pokój) – dewiza papieża Jana XXIII
- Totus Tuus (łac. Cały Twój) – dewiza papieża Jana Pawła II
- Cooperatores Veritatis (łac. Współpracownicy prawdy) – dewiza papieża Benedykta XVI
- Miserando atque eligendo (łac. Spojrzał z miłosierdziem i wybrał) – dewiza papieża Franciszka
- In Illo uno unum (łac. W Nim stanowimy jedno) – dewiza papieża Leona XIV

### Inne dewizy osobiste
- Festina lente(inne języki) (łac. Śpiesz się powoli) – dewiza Oktawiana Augusta
- Sursum corda(inne języki) (łac. W górę serca) – dewiza kard. Stanisława Dziwisza
- Caritati in Iustitia (łac. Dla miłości i sprawiedliwości) – dewiza kard. Józefa Glempa, prymasa Polski
- Scio me nihil scire(inne języki) (łac. Wiem, że nic nie wiem) – dewiza Sokratesa
- Numine Tuo Domine (łac. Mocą Twoją Panie) – dewiza byłego przewodniczącego Episkopatu Polski Józefa Michalika

### Inne dewizy
- Arbeit macht frei (niem. Praca czyni wolnym) – na bramie Auschwitz-Birkenau
- Gloria victis (łac. Chwała zwyciężonym) – Fundacja Gloria Victis, była dewiza rozgrywek o Superpuchar Polski w piłce nożnej
- Honi soit qui mal y pense(inne języki) (starofr. Hańba temu, kto źle o tym myśli) – dewiza Orderu Podwiązki
- Siempre vencedor, jamás vencido (hiszp. Zawsze zwycięscy, nigdy pokonani) – dewiza Armii Chilijskiej
- Ora et labora (łac. Módl się i pracuj) – dewiza zakonu benedyktynów
- Pax et Bonum (dosł. Pokój i Dobro) – dewiza zakonu franciszkanów
- Senatus Populusque Romanus (łac. Senat i Lud Rzymski) – dewiza starożytnego Rzymu z czasów republiki
- Omnia pro patria (łac. Wszystko dla Ojczyzny) – dewiza Wojskowej Akademii Technicznej im. Jarosława Dąbrowskiego w Warszawie
- Veritas, Honor, Patria (łac. Prawda, Honor, Ojczyzna) – dewiza Akademii Wojsk Lądowych im. gen. Tadeusza Kościuszki we Wrocławiu
- Per aspera ad astra(inne języki) (łac. Przez trudy do gwiazd) – dewiza m.in. Wyższej Szkoły Oficerskiej Wojsk Lądowych we Wrocławiu (tu: Przez ciernie do gwiazd), krzyża harcerskiego i Sił Powietrznych RPA
- Per ardua ad astra (łac. Przez przeciwności do gwiazd) – dewiza brytyjskiego lotnictwa wojskowego Royal Air Force
- Sei wahr, sei klar, sei deutsch (niem. Bądź prawdziwa, bądź przejrzysta, bądź niemiecka) – dewiza Bund Deutscher Mädel
- Blut und Ehre (niem. Krew i Honor) – dewiza Hitlerjugend
- Meine Ehre heißt Treue (niem. Mój honor brzmi wierność) – dewiza SS